# Bojongsari (Gunungtanjung)
Bojongsari is een bestuurslaag in het regentschap Tasikmalaya van de provincie West-Java, Indonesië. Bojongsari telt 3781 inwoners (volkstelling 2010).